# Grand Chelem (équitation)
Pour les articles homonymes, voir Grand Chelem.
Il existe deux Grand Chelem en équitation:
- Le Grand Chelem de saut d'obstacles baptisé le Rolex Grand Slam of Show Jumping
- Le Grand Chelem de concours complet baptisé le Rolex Grand Slam of Eventing

## Grand Chelem de saut d'obstacles
Créé en 2013, le Grand Chelem de saut d'obstacles, appelé Rolex Grand Slam of Show Jumping, réuni les Majeurs suivants :
- Le CHIO d'Aix-la-Chapelle en Allemagne qui se dispute à l'extérieur sur une piste en herbe ;
- Les Spruce Meadows "Masters" à Calgary au Canada qui se dispute à l'extérieur sur une piste en herbe ;
- Le CHI de Genève en Suisse qui se dispute en indoor sur une piste en sable ;
- The Dutch Masters de Bois-le-Duc aux Pays-Bas qui se dispute en indoor sur une piste en sable, ajouté en 2018.

Réaliser le Grand Chelem consiste à remporter consécutivement les quatre Majeurs. 
Scott Brash est le seul cavalier de l'histoire à être parvenu à remporter le Rolex Grand Slam en signant trois victoires successives à Genève en décembre 2014, Aix-la-Chapelle en mai 2015 et Calgary en septembre 2015.

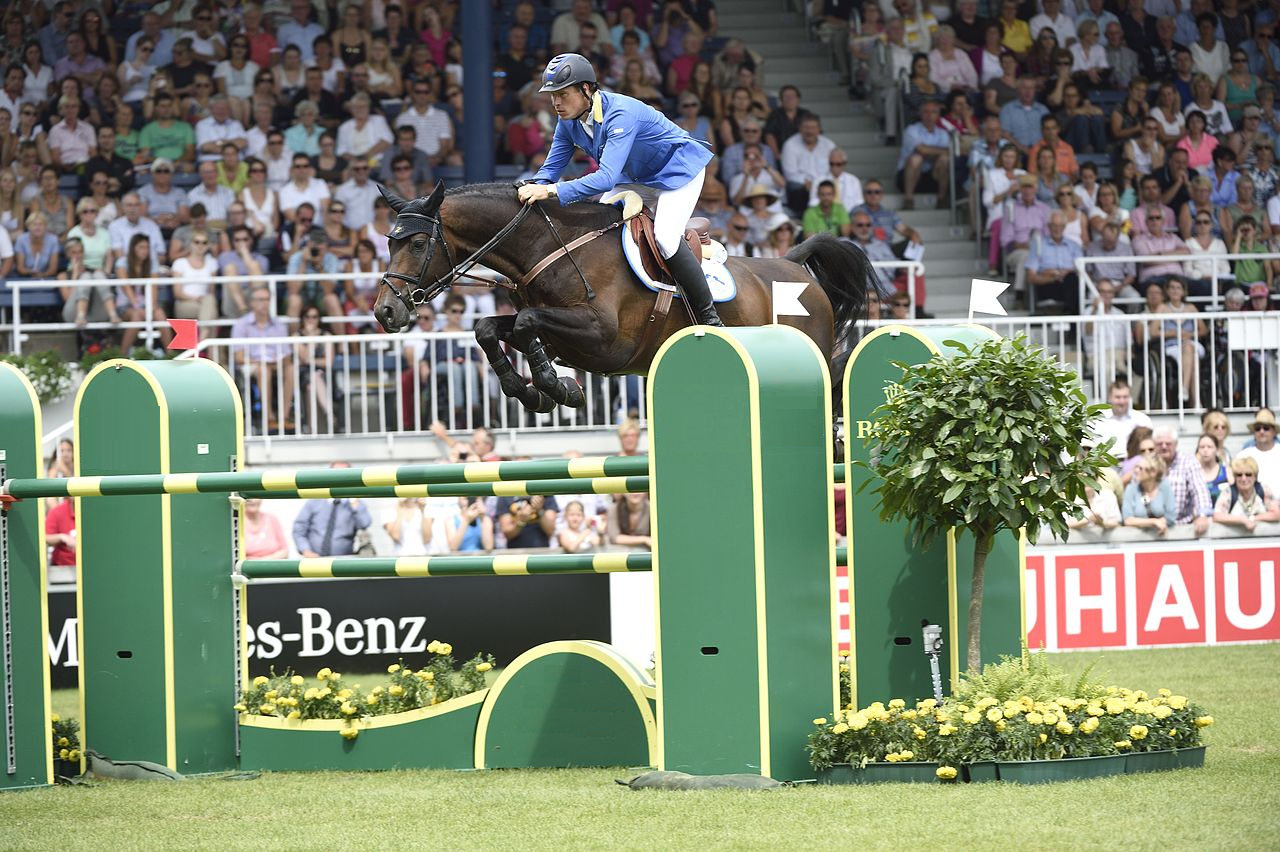
Christian Ahlmann et Codex One, vainqueurs du Majeur d'Aix-la-Chapelle en 2014

### Création
Le Grand Chelem de saut d'obstacles, un concept déjà connu dans le monde du tennis et du golf, a été créé par les organisateurs des Majeurs d’Aix-la-Chapelle, de Calgary et de Genève. Ces trois compétitions rassemblent chaque année près de 900 000 spectateurs et bénéficient d’une large couverture médiatique.

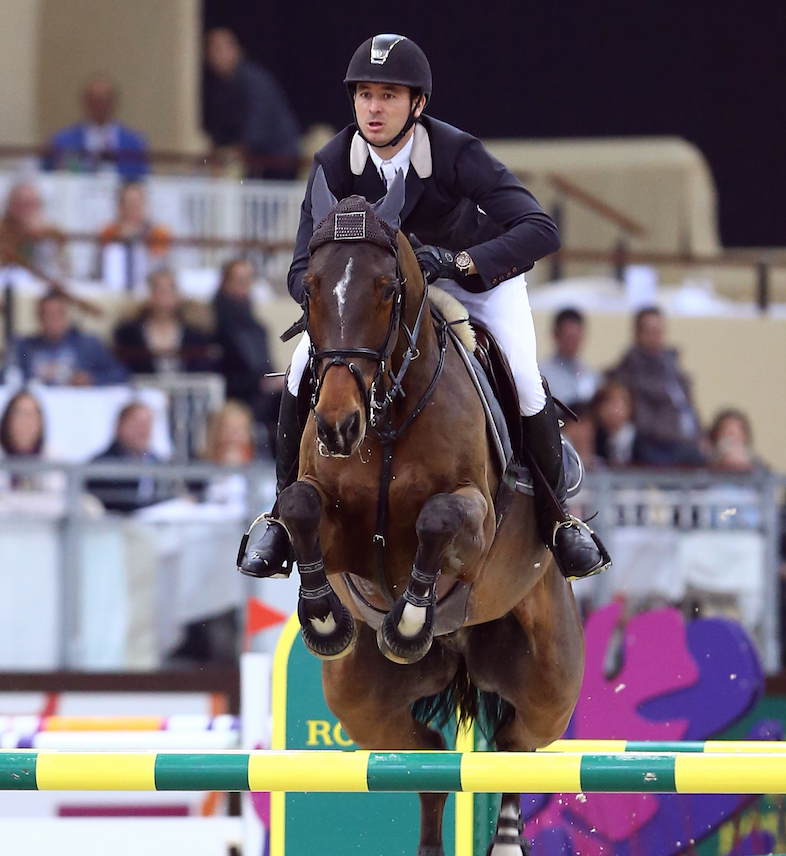
Le champion olympique 2012 Steve Guerdat vainqueur de l'épreuve du Grand Chelem de Genève en 2013 avec Nino des Buissonnets

Le concept a été dévoilé le 26 avril 2013 à Göteborg. En 2018, The Dutch Masters de Bois-le-Duc (NED) rejoint le Grand Chelem qui compte désormais un Majeur à chaque saison, deux en outdoor, deux en indoor.

### Dotations et bonus
Les Grands Prix Rolex des trois Majeurs totalisent une dotation de plus de 3 millions d’euros à laquelle s’ajoute des bonus :
- Un cavalier réalisant le Grand Chelem (victoire lors de quatre Grands Prix consécutivement) remporte un bonus de 2 000 000 euros ;
- Un cavalier remportant deux Grands Prix consécutivement remporte un bonus de 1 000 000 euros ;
- Un cavalier remportant deux Grands Prix consécutivement remporte un bonus de 500 000 euros ;
- Un cavalier remportant deux Grands Prix dans un même cycle remporte un bonus de 250 000 euros.

### Les vainqueurs des épreuves du Grand Chelem

#### CHIO d'Aix-la-Chapelle
- 2013 : Nick Skelton (GBR) et Big Star
- 2014 : Christian Ahlmann (GER) et Codex One
- 2015 : Scott Brash (GBR) et Hello Sanctos
- 2016 : Philipp Weishaupt (GBR) et L.B. Convall

#### Spruce Meadows «Masters» de Calgary
- 2013 : Pieter Devos (BEL) et Candy
- 2014 : Ian Millar (CAN) et Dixson
- 2015 : Scott Brash (GBR) et Hello Sanctos
- 2016 : Scott Brash (GBR) et Ursula

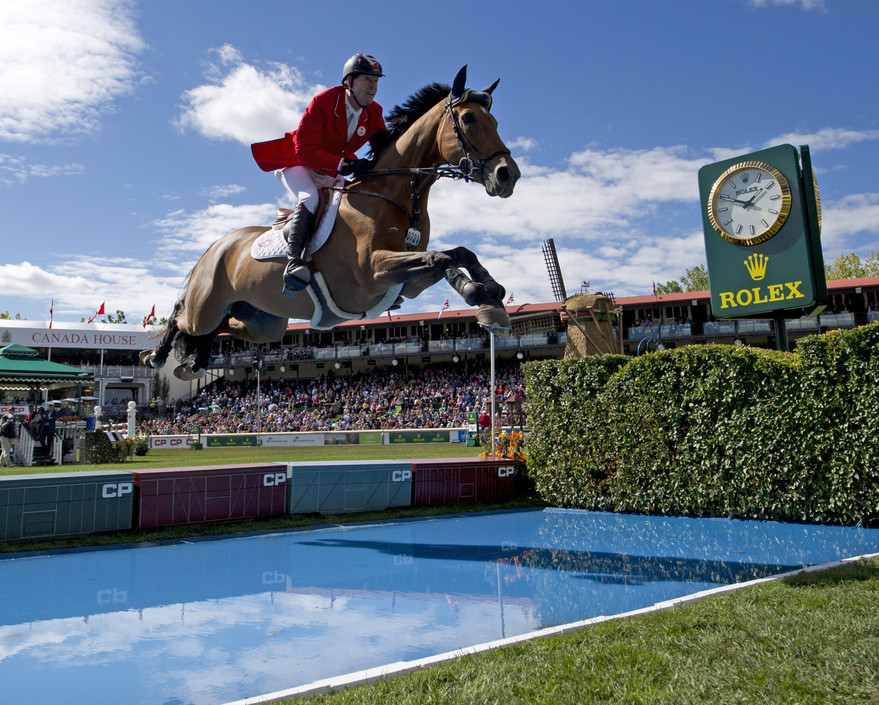
Ian Millar et Dixson s'impose aux Spruce Meadows "Masters" 2014

#### CHI de Genève
- 2013 : Steve Guerdat (SUI) et Nino des Buissonnets
- 2014 : Scott Brash (GBR) et Hello Sanctos
- 2015 : Steve Guerdat (SUI) et Nino des Buissonnets
- 2016 : Pedro Veniss (BRE) et Quabri de l'Isle

## Grand Chelem de concours complet
Créé en 1998, le Grand Chelem de concours complet, appelé Rolex Grand Slam of Eventing réuni les compétitions suivantes :
- Rolex Kentucky Three Day à Lexington, Kentucky, aux USA
- Badminton Horse Trials à Gloucestershire, en Grande-Bretagne
- Burghley Horse Trials proche Stamford, Lincolnshire, en Grande-Bretagne

Réaliser le Grand Chelem consiste à remporter consécutivement les trois compétitions.